# Theo Clausen
Theodor Clausen, detto Theo (Paramaribo, 6 luglio 1911 – Lich, 10 maggio 1985), è stato un allenatore di pallacanestro e dirigente sportivo tedesco.

## Carriera
È stato uno dei pionieri della pallacanestro tedesca. Ha guidato la Germania Ovest ai Campionati europei del 1951.